# Kittelsland Station
Kittelsland Station (Kittelsland holdeplass) var en jernbanestation på Numedalsbanen, der lå mellem Nordre og Søre Kittilsland i Nore og Uvdal kommune i Norge.
Stationen åbnede som trinbræt 20. oktober 1929, to år efter at banen blev taget i brug. Oprindeligt hed den Kittilsland, men stavemåden blev ændrer til Kittelsland i 1947. I praksis blev der dog stadig skiltet med det gamle navn på stationen, indtil den blev nedlagt. Stationen blev nedlagt 1. januar 1989, da trafikken på strækningen mellem Rollag og Rødberg, hvor den ligger, blev indstillet.